# Johann Rosenmüller
Johann Rosenmüller, także Giovanni Rosenmiller (ur. około 1619 w Oelsnitz/Vogtl., zm. 10 września 1684 w Wolfenbüttel) – niemiecki kompozytor.

## Życiorys
Uczył się muzyki w rodzinnym Oelsnitz/Vogtl., następnie w 1640 roku podjął studia teologiczne na uniwersytecie w Lipsku. W 1642 roku został asystentem Tobiasa Michaela, kantora kościoła św. Tomasza w Lipsku. Od 1651 roku był organistą w lipskim kościele św. Mikołaja. W 1654 roku kierował w zastępstwie kapelą książęcą na dworze w Altenburgu. W 1655 roku został aresztowany pod zarzutem kontaktów homoseksualnych z młodymi chórzystami, zdołał jednak zbiec z więzienia. Udał się do Wenecji, gdzie w 1658 roku został muzykiem w kapeli bazyliki św. Marka. W latach 1678–1682 zatrudniony był jako kompozytor w Ospedale della Pietà. W 1682 roku wrócił do Niemiec i otrzymał stanowisko nadwornego kapelmistrza w Wolfenbüttel. Jego uczniem był Johann Philipp Krieger.

## Twórczość
Był najważniejszym obok Dietricha Buxtehudego i Johanna Pachelbela kompozytorem niemieckim 2. połowy XVII wieku. Pozostawił po sobie dużą liczbę kompozycji, z czego wiele napisanych we Włoszech nie zostało wydanych drukiem. Pisał utwory wokalne oraz muzykę instrumentalną, swoją działalnością przyczynił się do przeniesienia na grunt niemiecki dorobku muzycznego północnych Włoch. Utwory wokalne Rosenmüllera mają przeważnie charakter religijny i pisane są do tekstów łacińskich, widoczne są w nich wpływy weneckiej szkoły operowej i kantatowej. Cechują się one ekspresyjnym kształtowaniem linii melodycznej, zręcznym operowaniem różnymi zespołami instrumentalnymi, klarowną formą oraz kontrastowaniem faktur, tempa i dynamiki, służącymi podkreśleniu tekstu. Twórczość instrumentalną kompozytora reprezentują suity i sonaty. Suity układane są zazwyczaj w następstwie części galiarda–allemande–courante–balet–sarabanda, połączonych poza tonacją wspólnym incipitem.
Materiał jego niemieckiej pieśni pogrzebowej Welt ade, ich bin dein müde wykorzystał Johann Sebastian Bach w swojej kantacie BMV 27.

## Ważniejsze kompozycje
(na podstawie materiałów źródłowych)

### Utwory wokalno-instrumentalne
- Kern-Sprüche mehrentheils aus heiliger Schrifft Altes und Neues Testament na 1–5 głosów, smyczki i basso continuo (1648)
- Andere Kern-Sprüche na 1–5 głosów, smyczki i basso continuo (1652–1653)
- 8 utworów żałobnych na 5 głosów (1649–1654)
- Magnificat na 8 głosów, 5 instrumentów smyczkowych, instrumenty dęte i basso continuo
- Dies Irae na 4 głosy, 6 instrumentów smyczkowych i basso continuo
- Gloria in excelsis Deo na 8 głosów, 3 instrumenty smyczkowe, instrumenty dęte i basso continuo
- Lamentationes Jeremiae na głos i basso continuo
- Missa na 4 głosy i basso continuo
- Missa na 5 głosów, 5 instrumentów smyczkowych, instrumenty dęte i basso continuo
- Nunc dimittis na głos, 3 instrumenty smyczkowe i basso continuo
- Nunc dimittis na 4 głosy, 5 instrumentów smyczkowych i basso continuo

### Utwory instrumentalne
- Paduanen, Alemanden, Couranten, Balletten, Sarabanden na 3 głosy i basso continuo (1645)
- Studenten-Music na 3 i 5 instrumentów smyczkowych i basso continuo (1654)
- 11 Sonate da camera na 5 instrumentów smyczkowych i inne instrumenty (1667)
- 12 Sonate na 2–5 instrumentów smyczkowych, inne instrumenty i basso continuo (1682)